# Ferring (företag)

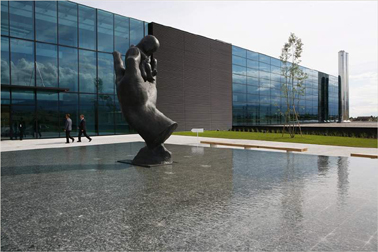
Ferring Pharmaceuticals huvudkontor i Saint-Prex, Schweiz

Ferring är ett privatägt läkemedelsföretag med huvudkontor i Schweiz.
Företaget grundades 1950 i Malmö under namnet Nordiska Hormonlaboratoriet AB av läkaren och hormonforskaren Frederik Paulsen Sr, som 1935 flytt från Tyskland efter Hitlers maktövertagande. 
År 1961 framställde Ferring som ett av de första företagen i världen på syntetisk väg och i industriell skala peptidhormonerna vasopressin och oxytocin. Merparten av tidigare biverkningar eliminerades och företaget blev oberoende av tillgången på svinhypofyser.
År 1973 etablerade Ferring sin första utländska verksamhet i Kiel i Tyskland, där grundaren Frederik Paulsen växt upp och studerat innan han flydde till Sverige. Idag har Ferring omkring 5 000 anställda i 47 länder. Nuvarande ägare är grundarens son Frederik Paulsen Jr.
I början av 2000-talet flyttade Ferrings huvudkontor från Malmö till Saint-Prex utanför Lausanne i Schweiz. Ferring med de avknoppade systerbolagen Polypeptide, Nordic Drugs, EuroDiagnostica och Q Pharma har fortfarande över 900 medarbetare i Öresundsregionen.[källa behövs] Mest synligt är Ferrings svarta 19-våningsbyggnad i Ørestad i Köpenhamn. Koncernens prioriterade affärsområden är gastroenterologi, urologi och gynekologi/obstetrik.